# Bob Peterson
Robert Lee Peterson (nació el 18 de enero de 1961) es un animador, guionista, director de animación y actor de voz estadounidense que trabaja para Pixar desde el año 1994.

## Biografía
Peterson nació en Wooster. Tiempo después su familia se mudó a Dover, donde asistió a la Dover High School. Obtuvo un título de pregrado en la Ohio Northern University y una maestría en ingeniería mecánica en la Universidad Purdue, en 1986. Mientras asistía a Purdue, escribió e ilustró el cómic Loco Motives. Antes de ser contratado por Pixar, trabajó en Wavefront Technologies y Rezn8 Productions.

## Trayectoria
Su primer empleo fue como maquetista y animador en Toy Story. Fue nominado a un premio Óscar por el guion de Buscando a Nemo. Es codirector y escritor de Up, que le valió una segunda nominación. Sus actuaciones de voz incluyen los personajes de Roz en Monsters, Inc., Mr. Ray en Buscando a Nemo y los perros, Dug y Alpha en Up y Dug's Special Mission.

## Filmografía
- Dug Days (Creador, guionista y codirector, voz de Dug)
- Monsters At Work (Guionista)
- George & A.J. (voz de Dug)
- Cars 3 (voz de Chick Hicks)
- Dug's Special Mission (voces de Dug y Alpha)
- Up (guionista, codirector, voces de Dug y Alpha)
- Ratatouille (diseño del guion gráfico)
- Los Increíbles (voces adicionales)
- Buscando a Nemo (guionista y voz de Mr. Ray, entre otras)
- Monsters, Inc. (diseño del storyboard y voz de Roz)
- Toy Story 2 (diseño del storyboard)
- A Bug's Life (diseño del storyboard)
- Geri's Game (voz de Geri)
- Toy Story (animador adicional, maquetista adicional)
- 8 Seconds (contribuyó en los montajes finales)

## Premios y nominaciones
Premios Óscar
| Año  | Categoría                   | Película        | Resultado |
| ---- | --------------------------- | --------------- | --------- |
| 2004 | Mejor Película de Animación | Buscando a Nemo | Ganador   |
| 2004 | Mejor Guion Original        | Buscando a Nemo | Nominado  |
| 2010 | Mejor guion original        | Up              | Nominado  |
| 2010 | Mejor Película de Animación | Up              | Ganador   |